# 온열질환

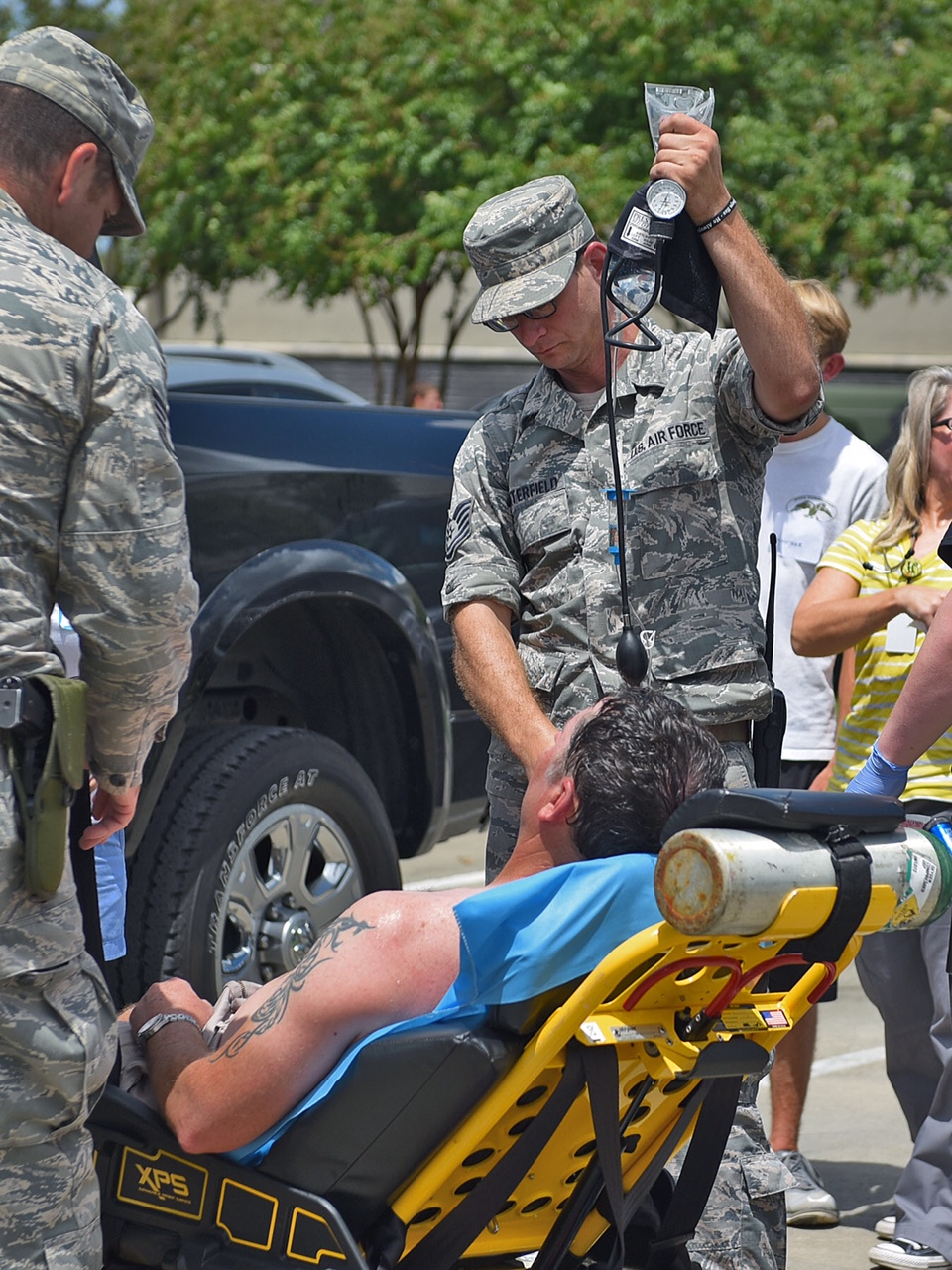
열사병 치료, 2016년 루이지애나 홍수 당시 배턴루지

온열질환(溫熱疾患, heat illness) 또는 고열손상(高熱損傷)은 몸의 체온이 급격히 올라가면서 받는 신체의 손상이다. 환경 조건이나 힘든 운동으로 인해 발생할 수 있다. 온열질환은 열경련, 열실신, 일사병과 같은 경미한 증상뿐만 아니라 열사병과 같은 심각한 증상도 포함한다. 온열질환은 신체의 모든 해부학적 시스템에 영향을 미칠 수 있다.
온열질환 위험을 높일 수 있는 약물 회피, 더위에 대한 점진적 적응, 충분한 수분 및 전해질 섭취 등으로 예방할 수 있다.

## 분류
온열질환에는 여러 종류가 있다.
- 열사병 - 환경열 노출로 인한 40 °C (104 °F) 이상의 체온과 체온 조절 기능 상실로 정의된다. 증상에는 건조한 피부, 빠르고 강한 맥박, 어지럼증이 있다.[7]
- 일사병 - 열사병의 전조일 수 있으며, 증상으로는 심한 땀, 빠른 호흡, 빠르고 약한 맥박이 있다.
- 열실신 - 과열로 인한 실신 또는 어지럼증.
- 열부종 - 열에 대한 반응으로 혈관이 확장된 후 수분 저류로 인한 사지 부종.
- 열경련 - 더운 날씨에 격렬한 운동 중 발생하는 근육 통증.
- 열발진 - 과도한 땀으로 인한 피부 자극.
- 열경직 - 일반적으로 강한 더위 속 짧은 기간의 스트레스로 발생한다. 증상에는 과호흡, 호흡 문제, 무감각 또는 따끔거림, 근육 경련이 포함될 수 있다.[8]

## 질병 개요
고열손상, 즉 열사병은 높은 온도와 습도가 지속되는 기간 동안 흔히 발생한다. 노인, 아주 어린 아이, 아프거나 과체중인 사람은 열 관련 질환의 위험이 더 높다. 만성 질환자와 노인은 종종 신체가 열을 방출하는 능력을 방해하는 처방약(예: 이뇨제, 항콜린제, 항정신병제제, 고혈압약)을 복용한다.
열 부종은 손, 발, 발목의 일시적인 부종으로 나타나며, 일반적으로 알도스테론 분비 증가에 따른 수분 저류 때문이다. 말초 혈관 확장 및 정맥 울혈과 결합되면 과도한 체액이 사지의 의존 부위에 축적된다. 열 부종은 환자가 더 따뜻한 환경에 적응한 후 며칠 내에 일반적으로 해결된다. 압박 스타킹을 착용하고 영향을 받은 다리를 들어 올리는 것이 부종을 최소화하는 데 도움이 되지만, 특별한 치료는 필요하지 않다.
열발진, 즉 땀띠는 급성 염증과 막힌 땀샘을 동반한 반구진성 발진이다. 땀샘은 확장될 수 있고 결국 파열되어 홍반성 기저부에 작은 소양성 수포를 생성할 수 있다. 열발진은 몸의 꽉 끼는 옷에 덮인 부위에 영향을 미친다. 이것이 계속되면 만성 피부염이나 2차 세균 감염으로 이어질 수 있다. 예방이 최선의 치료법이다. 더운 날씨에는 헐렁한 옷을 입는 것이 좋다. 열발진이 발생하면 초기 치료는 클로르헥시딘 로션을 바르고 낙설된 피부를 제거하는 것이다. 관련 가려움증은 국소 또는 전신 항히스타민제로 치료할 수 있다. 감염이 발생하면 항생제 요법이 필요하다.
열경련은 격렬한 운동 중에 발생하는 대근육군의 고통스럽고 종종 심한 불수의적인 경련이다. 열경련은 격렬한 운동 후에 발생하는 경향이 있다. 일반적으로 심한 운동을 하면서 땀을 많이 흘리고 전해질이 없는 물로 수분 손실을 보충하는 사람들에게 발생한다. 이는 스트레스를 받은 근육에 경련을 유발하는 저나트륨혈증으로 이어진다고 여겨진다. 염분 함유액으로 수분 보충을 하면 빠르게 완화된다. 경미한 경련이 있는 환자에게는 0.2% 염분 용액을 경구 투여할 수 있으며, 심한 경련이 있는 환자는 정맥 등장액을 필요로 한다. 시중에 나와 있는 많은 스포츠 음료는 전해질의 좋은 공급원이며 쉽게 구할 수 있다.
열실신은 열 노출과 관련된 기립성 저혈압으로 발생한다. 이 저혈압은 실신 직전 에피소드를 유발할 수 있다. 열실신은 과도한 땀으로 인한 탈수와 말초 혈관 확장, 그리고 혈관운동 조절 감소에 따른 정맥 혈류량 감소로 인해 발생한다고 여겨진다. 열실신 관리는 환자를 시원하게 하고 경구수액 (스포츠 음료) 또는 등장액 정맥 주사액을 사용하여 수분을 보충하는 것으로 구성된다. 열실신을 겪는 사람들은 더운 곳에 오랫동안 서 있는 것을 피해야 한다. 초기 증상을 인지하면 더 시원한 환경으로 이동하여 누워야 한다. 압박 스타킹을 착용하고 깊은 무릎 굽히기 운동을 하면 정맥 혈류량을 증가시키는 데 도움이 된다.
일사병은 전문가들에 의해 열사병(열중증)의 전조로 간주된다. 심지어 열사병과 유사할 수도 있지만, 신경학적 기능은 온전하게 유지된다는 차이점이 있다. 일사병은 과도한 탈수와 전해질 고갈이 특징이다. 증상에는 설사, 두통, 구역질 및 구토, 어지럼증, 빠른맥, 권태, 근육통이 포함될 수 있다. 결정적인 치료법은 환자를 더위로부터 벗어나게 하고 수분을 보충하는 것이다. 대부분의 환자는 처음에는 정맥 등장액으로 수분 보충이 필요하다. 전해질 수치를 알게 되면 필요에 따라 염분 함량을 조절한다. 퇴원 후 환자는 2~3시간 동안 휴식을 취하고 충분한 수분을 섭취하며 며칠 동안 더위를 피하도록 지시받는다. 이 조언을 따르지 않으면 열사병으로 이어질 수 있다.

## 증상
기온 상승은 열사병, 일사병, 열실신, 열경련을 유발하는 것으로 보고되었다. 일부 연구에서는 심각한 열사병이 장기 시스템에 영구적인 손상을 초래할 수 있는 방법도 살펴보았다. 이 손상은 장기 기능에 심각한 손상을 일으킬 수 있으므로 조기 사망 위험을 증가시킬 수 있다. 열사병의 다른 합병증으로는 성인의 급성호흡곤란증후군과 파종성 혈관내 응고가 있다. 일부 연구자들은 인체의 체온 조절 능력이 저해되면 이론적으로 사망 위험이 증가한다고 지적했다. 여기에는 사람의 이동성, 인식 또는 행동에 영향을 미칠 수 있는 질병이 포함된다.

## 예방
예방에는 온열질환 위험을 높일 수 있는 약물(예: 고혈압약, 이뇨제, 항콜린제) 회피, 더위에 대한 점진적 적응, 충분한 수분 및 전해질 섭취가 포함된다.
체온 조절에 영향을 미치는 일부 일반적인 약물은 사망 위험을 증가시킬 수도 있다. 구체적인 예로는 항콜린제, 이뇨제, 페노티아진 및 바르비투르산염이 있다.

## 역학
열사병은 스포츠에서 비교적 흔하다. 1980년에서 2006년 사이에 미국에서 발생한 스포츠 관련 사망의 약 2%는 운동성 열사병으로 인해 발생했다. 미국에서는 미식축구가 가장 높은 발생률을 보인다. 전국적으로 프리시즌 풋볼 캠프와 관련된 8월은 운동성 열 관련 질환으로 인한 시간 손실 사건의 66.3%를 차지한다. 온열질환은 지리적으로 제한되지 않으며 미국 전역에 널리 분포되어 있다. 연평균 5,946명이 미국 병원 응급실에서 온열질환으로 치료를 받았으며(인구 10만 명당 2회 방문), 입원율은 7.1%였다. 남성이 가장 흔하게 내원했으며(72.5%), 15~19세 연령대가 35.6%를 차지했다. 모든 고등학생 선수를 고려할 때, 온열질환 발생률은 10만 명당 1.2명이다. 스포츠별 위험을 비교했을 때, 미식축구는 다른 모든 스포츠를 합친 것보다 운동성 온열질환에 노출될 확률이 11.4배 더 높았다.
1999년부터 2003년까지 미국에서는 총 3,442명이 온열질환으로 사망했다. 야외 근로자들은 특히 온열질환의 위험이 높지만, 실내에서 냉방이 잘 되지 않는 공간에서 일하는 사람들도 위험에 처해 있다. 1992년부터 2006년까지 미국에서 423명의 근로자가 온열질환으로 사망했다. 환경열 노출로 인해 37건의 직업 관련 사망이 발생했다. 2015년에는 근무일수 손실을 동반한 비치명적 직업 상해 및 질병이 2,830건 발생했다. 캔자스주는 근로자 1만 명당 1.3명으로 열 관련 부상률이 가장 높았으며, 텍사스주는 전체적으로 가장 많은 수를 기록했다. 텍사스주의 인구가 훨씬 많기 때문에 유병률은 1만 명당 0.4명 또는 10만 명당 4명에 불과했다. 보고된 열 질환 사망 37건 중 33건은 6월부터 9월까지의 여름철에 발생했다. 기록된 가장 위험한 직업은 운송 및 자재 이동이었다. 운송 및 자재 이동은 보고된 비치명적 직업 상해 2,830건 중 720건(25.4%)을 차지했다. 운송 및 자재 이동 다음으로는 생산, 보호 서비스, 설치, 유지보수 및 수리, 건설 순이었다.

### 기후변화의 영향
2016년 미국 정부 보고서에 따르면 기후변화로 인해 "이번 세기 말까지 미국 전역에서 매년 수만 명의 추가 조기 사망자가 발생할 수 있다"고 한다. 실제로 2014년에서 2017년 사이에 애리조나주의 열 노출 사망자 수는 3배(2014년 76명; 2017년 235명) 증가했고, 네바다주는 5배(2014년 29명; 2017년 139명) 증가했다.

## 역사
온열질환은 과거에 칼렌투어라는 열대열병으로 여겨졌다.

## 같이 보기
- 직업성 열 스트레스